# Nuncjatura Apostolska w Ekwadorze
Nuncjatura Apostolska w Ekwadorze – misja dyplomatyczna Stolicy Apostolskiej w Republice Ekwadoru. Siedziba nuncjusza apostolskiego mieści się w Quito.
Nuncjusz apostolski pełni tradycyjnie godność dziekana korpusu dyplomatycznego akredytowanego w Ekwadorze od momentu przedstawienia listów uwierzytelniających.

## Historia
Delegatura Apostolska w Ekwadorze powstała w XIX w. i istniała do 1910. 27 listopada 1937 papież Pius XI ustanowił w tym kraju nuncjaturę apostolską.

## Przedstawiciele papiescy w Ekwadorze

### Delegaci apostolscy
- ks. Lorenzo Barili (1851–1856) Włoch; jednocześnie delegat apostolski w Argentynie, Boliwii, Chile, Kolumbii, Peru i w Wenezueli
- ks. Mieczysław Ledóchowski (1856–1861) Polak; jednocześnie delegat apostolski w Boliwii, Kolumbii, Peru i w Wenezueli
- ks. Francesco Tavani (1861–1869) Włoch; jednocześnie delegat apostolski w Boliwii, Kolumbii, Peru i w Wenezueli
- abp Serafino Vannutelli (1869–1875) Włoch; jednocześnie delegat apostolski w Gwatemali, Hondurasie, Kolumbii, Kostaryce, Nikaragui, Peru, Salwadorze i w Wenezueli
- abp Mario Mocenni (1877–1882) Włoch; jednocześnie delegat apostolski w Gwatemali, Hondurasie, Kolumbii, Kostaryce, Nikaragui, Peru i w Wenezueli
- abp Cesare Sambucetti (1882–1884) Włoch; jednocześnie delegat apostolski w Boliwii i w Peru
- abp Beniamino Cavicchioni (1884–1885) Włoch
- abp Cesare Sambucetti (1885–1886) Włoch; jednocześnie delegat apostolski w Boliwii i w Peru
- abp Giuseppe Macchi (1889–1897) Włoch; jednocześnie delegat apostolski w Boliwii i w Peru
- abp Alessandro Bavona (1901–1906) Włoch; jednocześnie delegat apostolski w Boliwii i w Peru
- abp Angelo Maria Dolci (1906–1910) Włoch; jednocześnie delegat apostolski w Boliwii i w Peru

### Nuncjusze apostolscy
- abp Efrem Forni (1937–1953) Włoch
- abp Opilio Rossi (1953–1959) Włoch
- abp Alfredo Bruniera (1959–1965) Włoch
- abp Giovanni Ferrofino (1965–1970) Włoch
- abp Luigi Accogli (1970–1979) Włoch
- abp Vincenzo Maria Farano (1979–1986) Włoch
- abp Luigi Conti (1987–1991) Włoch
- abp Francesco Canalini (1991–1998) Włoch
- abp Alain Lebeaupin (1998–2005) Francuz
- abp Giacomo Guido Ottonello (2005–2017) Włoch
- abp Andrés Carrascosa Coso (2017 - nadal) Hiszpan